# Szczawne (Tatry)

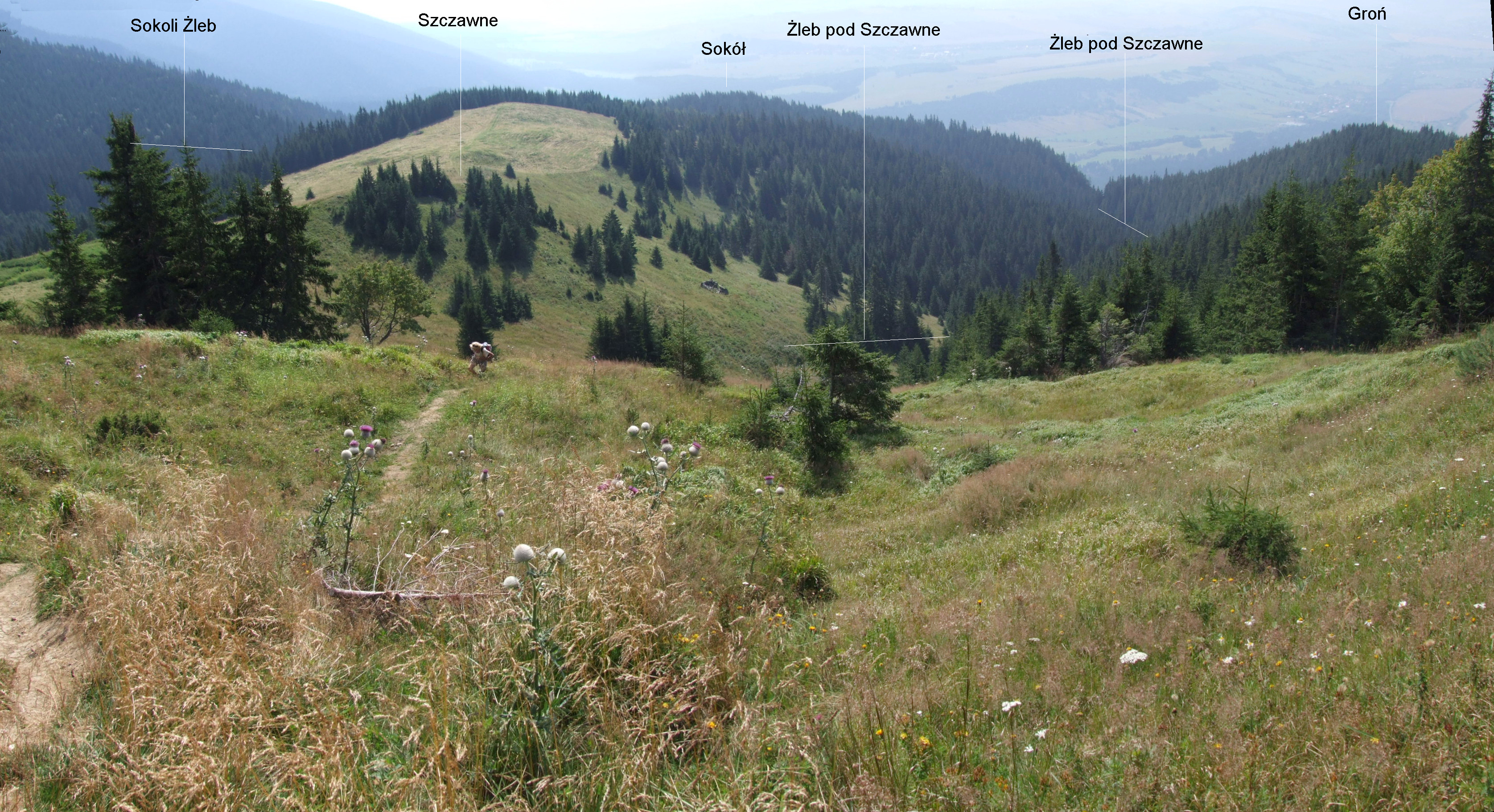
Widok z Babek

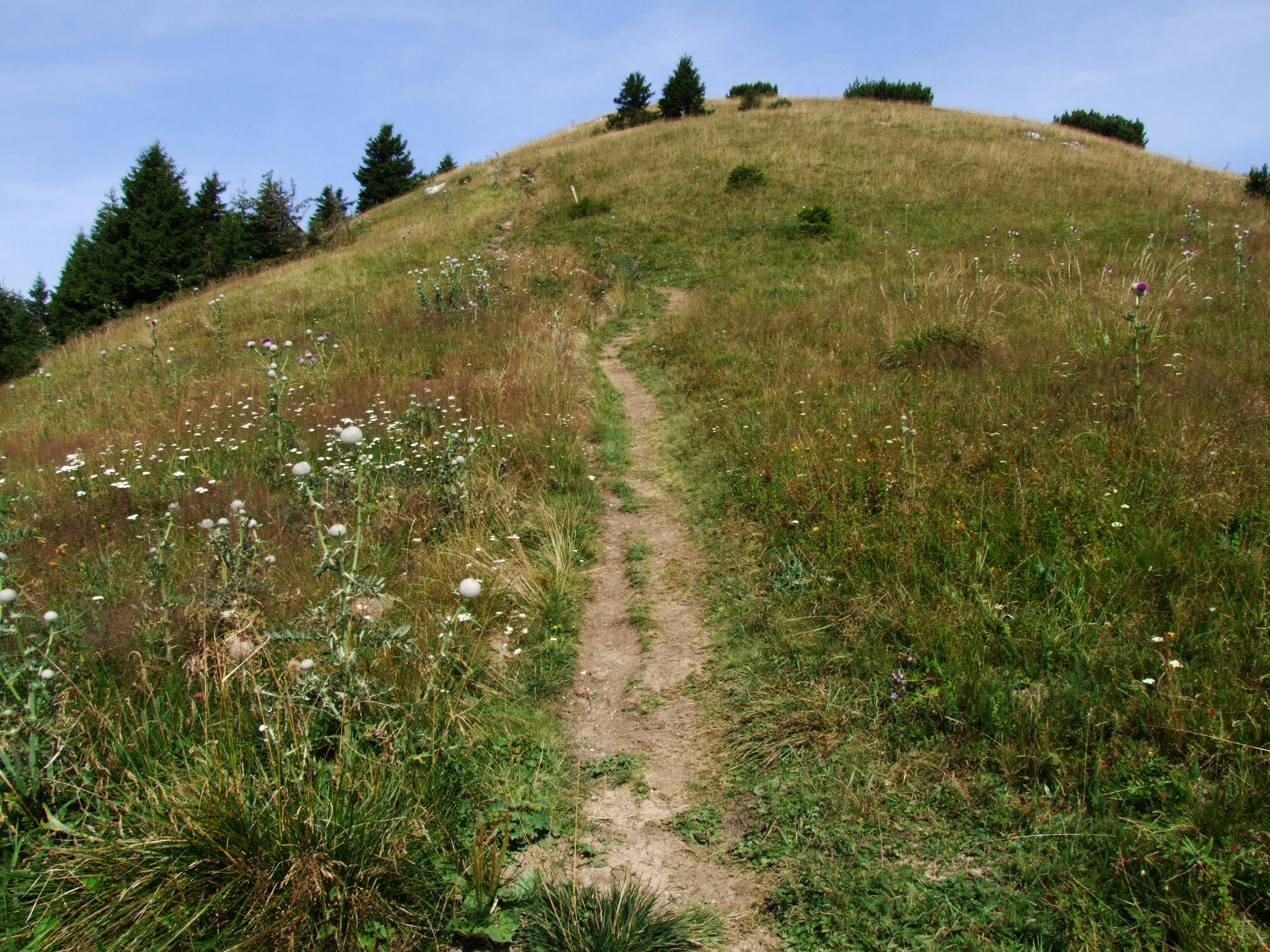
Szczawne, szczyt Babek, kępy ostrożnia głowacza i szlak turystyczny

Szczawne (słow. Štiavne) – grzbiet opadający od Babek w południowo-wschodnim kierunku do Sokoła w słowackich Tatrach Zachodnich. Dolna część tego grzbietu opadająca od Sokoła do łąki Lespieńce na  Kotlinie Liptowskiej w miejscowości Jałowiec nosi nazwę Krzywe (Krivé). Grzbiet Szczawnego oddziela Sokoli Żleb (po wschodniej stronie) od Żlebu pod Szczawnem, grzbiet Krzywego oddziela Sokoli Żleb od żlebu Uhlisko.
Grzbiet i górna część stoków Szczawnego są w większości trawiaste i nadal wypasane. Szczawne wchodzi w skład hali Czerwieniec (Červenec) obejmującej również polanę Czerwieniec i trawiasty grzbiet od Babek po Przedwrocie. Wśród traw w dość dużej ilości rośnie ostrożeń głowacz, w Polsce gatunek rzadki. Przez Szczawne, wśród bujnych kęp ostu głowacza prowadzi zielony szlak turystyczny na Babki.

## Szlaki turystyczne
– zielony: rozdroże pod Tokarnią – rozdroże pod Babkami – Babki – Przedwrocie – Siwy Wierch.  Czas przejścia: 3:45 h, ↓ 2:30 h, suma podejść ponad 1200 m